# The Proclaimers
The Proclaimers er et skotsk band bestående af de to enæggede tvillinger, Charlie og Craig Reid, der blev født 5. marts 1962. De er bedst kendt for sangene "Letter from America", "I'm on My Way", og "I'm Gonna Be (500 Miles)" og deres sang der karakteristisk skotsk accent. Bandet turnerer i stor udstrækning i hele verden. De har udgivet ti studiealbums siden 1987, tre opsamlingsalbums og en DVD.

## Diskografi

### EP'er
1. King of the Road (1990)
2. 17 (Acoustic EP)  (2009)

### Studiealbums
| År   | Album                      | Højeste hitlisteplacering | Højeste hitlisteplacering | Højeste hitlisteplacering | Certificering           |
| År   | Album                      | UK                        | US                        | AUS                       | Certificering           |
| ---- | -------------------------- | ------------------------- | ------------------------- | ------------------------- | ----------------------- |
| 1987 | This Is the Story          | 43                        | –                         | 41                        | - UK: guld              |
| 1988 | Sunshine on Leith          | 6                         | 31                        | 2                         | - UK: platin - US: guld |
| 1994 | Hit the Highway            | 8                         | –                         | –                         | - UK: sølv              |
| 2001 | Persevere                  | 61                        | –                         | –                         |                         |
| 2003 | Born Innocent              | 70                        | –                         | –                         |                         |
| 2005 | Restless Soul              | 74                        | –                         | –                         |                         |
| 2007 | Life with You              | 13                        | –                         | –                         | - UK: sølv              |
| 2009 | Notes & Rhymes             | 30                        | –                         | –                         |                         |
| 2012 | Like Comedy                | 31                        | –                         | –                         |                         |
| 2015 | Let's Hear It For the Dogs |                           | –                         | –                         |                         |

### Opsamlingsalbums
| År   | Album                                                      | Højeste hitlisteplacering | Højeste hitlisteplacering | Højeste hitlisteplacering | Certificering |
| År   | Album                                                      | UK                        | US                        | IRE                       | Certificering |
| ---- | ---------------------------------------------------------- | ------------------------- | ------------------------- | ------------------------- | ------------- |
| 2002 | The Best of The Proclaimers                                | 5                         | –                         | 24                        | - UK: platin  |
| 2003 | Finest                                                     | –                         | -                         | –                         |               |
| 2011 | This Is the Story (Dobbelt CD, remastered og bonus tracks) | -                         | –                         | -                         |               |
| 2011 | Sunshine on Leith (Dobbelt CD, remastered og bonus tracks) | -                         | –                         | -                         |               |
| 2011 | Hit the Highway (Dobbelt CD, remastered og bonus tracks)   | -                         | –                         | -                         |               |
| 2013 | The Very Best Of: 25 Years (1987-2012) (Dobbelt CD)        | 96                        | –                         | -                         |               |

### Sange brugt på soundtracks
1. The Crossing (1990) (song, "King of the Road")
2. Benny & Joon (1993) (sang, "I'm Gonna Be (500 Miles)")
3. Dumb and Dumber (1994) (sang, "Get Ready")
4. Bye Bye Love (1995) (sang, "Bye Bye Love")
5. Bottle Rocket (1996) (sang, "Over And Done With")
6. Slab Boys (1997) (sange, "Maybe Baby" and "No Particular Place to Go")
7. The Closer You Get (2000) (sang, "I'm Gonna Be (500 Miles)")
8. Shrek (2001) (sang, "I'm on My Way")
9. How I Met Your Mother (2007, 2009, 2013 – episoder Arrivederci, Fiero; Duel Citizenship; Mom and Dad) (sang, "I'm Gonna Be (500 Miles)")
10. Mama's Boy (2008) (sang, "Then I Met You")
11. Burke and Hare (2010) (sang, "I'm Gonna Be (500 Miles)")
12. The Angels' Share (2012) (sang, "I'm Gonna Be (500 Miles)")
13. Bachelorette (2012) (sang, "I'm Gonna Be (500 Miles)")
14. Grey's Anatomy sæson 9 (sang, "I'm Gonna Be (500 Miles)")
15. Identity Thief (2013) (sang, "I'm Gonna Be (500 Miles)")

### Soundtracks
1. Sunshine on Leith (2013) (fra filmen Sunshine on Leith - coverversioner af andre filmskuespillere)

### DVD
1. The Best of The Proclaimers 1987–2002 (2002)

### Singler
| År   | Titel                                                        | Hitlisteplacering | Hitlisteplacering | Hitlisteplacering | Hitlisteplacering | Hitlisteplacering | Album                  |
| År   | Titel                                                        | U.S.              | U.S. Rock         | UK                | IRE               | AUS               | Album                  |
| 1987 | "Throw the 'R' Away"                                         | -                 | -                 | -                 | -                 | -                 | This Is the Story      |
| 1987 | "Letter from America" (band version)                         | -                 | -                 | 3                 | 2                 | -                 | This Is the Story      |
| 1988 | "Make My Heart Fly" (band version)                           | -                 | -                 | 63                | -                 | -                 | This Is the Story      |
| 1988 | "I'm Gonna Be (500 Miles)"                                   | -                 | -                 | 11                | 14                | 1                 | Sunshine on Leith      |
| 1988 | "Sunshine on Leith"                                          | -                 | -                 | 41                | -                 | -                 | Sunshine on Leith      |
| 1989 | "I'm on My Way"                                              | -                 | -                 | 43                | -                 | 3                 | Sunshine on Leith      |
| 1989 | "Then I Met You"                                             | -                 | -                 | -                 | -                 | 64                | Sunshine on Leith      |
| 1990 | "King of the Road"                                           | -                 | -                 | 9                 | 8                 | 78                | King of the Road (EP)  |
| 1993 | "I'm Gonna Be (500 Miles)"                                   | 3                 | 8                 | -                 | -                 | -                 | Sunshine on Leith      |
| 1994 | "Let's Get Married"                                          | -                 | -                 | 21                | -                 | -                 | Hit the Highway        |
| 1994 | "What Makes You Cry?"                                        | -                 | -                 | 38                | -                 | -                 | Hit the Highway        |
| 1994 | "These Arms of Mine"                                         | -                 | -                 | 51                | -                 | -                 | Hit the Highway        |
| 2001 | "There's a Touch"                                            | -                 | -                 | -                 | -                 | -                 | Persevere              |
| 2007 | "I'm Gonna Be (500 Miles)" feat. Brian Potter og Andy Pipkin | -                 | -                 | 1                 | 7                 | -                 | Best of (2007 reissue) |
| 2007 | "Life with You"                                              | -                 | -                 | 58                | -                 | -                 | Life with You          |
| 2007 | "Whole Wide World"                                           | -                 | -                 | -                 | -                 | -                 | Life with You          |
| 2008 | "New Religion" (promo only)                                  | -                 | -                 | -                 | -                 | -                 | Life with You          |
| 2009 | "Love Can Move Mountains"                                    | -                 | -                 | -                 | -                 | -                 | Notes & Rhymes         |
| 2012 | "Like Comedy" [free download]                                | -                 | -                 | -                 | -                 | -                 | Like Comedy            |
| 2012 | "Spinning Around in the Air"                                 | -                 | -                 | -                 | -                 | -                 | Like Comedy            |
| 2012 | "Whatever You've Got"                                        | -                 | -                 | -                 | -                 | -                 | Like Comedy            |